# Grímr Droplaugarson
Grímr Droplaugarson (965-1006), fue un bóndi, escaldo y vikingo de Arnheiðarstaðir, Valþjótstaður í Fljótsdal, Norður-Múlasýsla en Islandia. Junto a su hermano mayor Helgi Droplaugarson protagoniza la saga de Vápnfirðinga, y la saga Droplaugarsona donde se hace patente una profunda enemistad con el clan familiar del goði Helgi Ásbjarnarson. A diferencia de Helgi, que poco le motivaba la vida de bóndi y demostró ser muy hábil con las armas, Grímr aparece como un hombre corpulento, pero tranquilo y mejor adaptado a la vida de la granja. A la edad de 12 años, Grímr y su hermano son responsables de la muerte de Þorgrímr torðyfill uno de los hombres del goði; a partir de entonces se sucede una escalada constante de un conflicto que desembocaría con un intrincado proceso jurídico y posteriormente una emboscada que acabaría con la vida de Helgi Droplaugarson en 998.
Helgi Ásbjarnarson dio por muertos a los hermanos, pero Grímr sobrevivió y tras curar sus heridas estuvo escondido en diversos lugares hasta encontrar la oportunidad de vengar la muerte de su hermano. En 1005 acaba con la vida del goði en su propia hacienda de Eiðar, mientras dormía en su lecho.
Tras la muerte de Helgi, Grímr es condenado al destierro por Hrafnkell Þórisson y se refugia en el norte, en una granja de Krossavík, en Vopnafjörður donde reside uno de sus familiares, Geitir Lýtingsson. Más tarde escapa a Noruega donde poco tiempo después muere de las heridas provocadas mientras luchaba con un vikingo llamado Gauss.
El papel de Grímr como escaldo aparece en la saga Droplaugarsona, donde se conservan cinco lausavísur.

## Herencia
Casó en 994 con Helga Ingjaldardóttir (n. 969) de Suður-Múlasýsla y tuvo un hijo, Þorvaldur Grímsson (n. 995) que tuvo su hacienda en Hjaltalandi.